# Шурица
Шу́рица (бел. Шу́рыца) — река в Поставском районе Витебской области Белоруссии, левый приток реки Голбица. Длина реки — 20 км, площадь водосборного бассейна — 70 км², средний наклон водной поверхности 2,3 м/км.
Исток реки у деревни Карповичи к северу от озера Лучай. От истока течёт на север, в низовьях поворачивает на северо-восток. В верховьях соединена мелиоративными каналами с бассейном Лучайки.
Водосбор в северной части Свенцянской возвышенности. В среднем течении Шурица протекает озеро Стародворское, ниже его русло частично канализировано в течение 7,5 км. Река принимает сток из мелиоративных каналов и ручьев. Именованных притоков не имеет. Верхнее течение проходит по безлесой местности, в нижнем течении река течёт по сильно заболоченному лесному массиву.
Протекает деревни Карповичи, Старый Двор, Прудники.
Впадает в Голбицу ниже деревни Голбея.
Название реки имеет финно-угорское происхождение: шор (коми) — «ручей», шур (удм.) — «река».